# World Rugby Sevens Series 2016-2017
Navigation
2015-2016 2017-2018
Les World Rugby Sevens Series 2016-2017 sont la 18e édition des séries mondiales masculines de rugby à sept, la compétition la plus importante du monde de rugby à sept commencé en 1999-200.
Elle se déroule du 2 décembre 2016 au 21 mai 2017 et elle est composée de dix tournois discutée au travers du monde. Quinze équipes sont assurées de participer à l'intégralité des étapes et une équipe différente, issue des qualifications régionales, est invitée à chaque tournoi, portant le nombre d'équipe à seize par étape. Un classement général est établie en fonction des points obtenu au corps des différentes étapes.
Le classement général de la compétition est pris en compte dans le cadre des qualifications pour la coupe du monde 2018.
Le tenant du titre est l'équipe des Fidji qui sont également les premiers champion olympique de la discipline depuis l'inter-saison 2016. Le Japon est l'équipe promue cette saison.
L'Afrique du Sud domine finalement la compétition en remportant cinq étapes du circuit, disputant huit finales et étant sacré lors de l'avant-dernière étape à Paris.

## Présentation

### Équipes
Les 15 équipes suivantes disputent les 10 étapes du circuit mondial. Le Japon, qui a remporté le tournoi de qualification de Hong Kong 2016, a pris la place du Portugal, relégué la saison précédente.
- Afrique du Sud
- Angleterre
- Argentine
- Australie
- Canada
- Écosse
- États-Unis
- Fidji
- France
- Pays de Galles
- Japon
- Kenya
- Nouvelle-Zélande
- Russie
- Samoa

### Étapes
Cette année, 10 étapes sont au programme, réparties suivant le même programme que la saison précédente.
| Tournoi          | Stade              | Ville      | Date                | Vainqueur      |
| ---------------- | ------------------ | ---------- | ------------------- | -------------- |
| Dubai            | The Sevens         | Dubai      | 2–3 décembre 2016   | Afrique du Sud |
| Afrique du Sud   | Cape Town Stadium  | Le Cap     | 10–11 décembre 2016 | Angleterre     |
| Nouvelle-Zélande | Westpac Stadium    | Wellington | 28–29 janvier 2017  | Afrique du Sud |
| Australie        | Allianz Stadium    | Sydney     | 4–5 février 2017    | Afrique du Sud |
| États-Unis       | Sam Boyd Stadium   | Las Vegas  | 3–5 mars 2017       | Afrique du Sud |
| Canada           | BC Place           | Vancouver  | 11–12 mars 2017     | Angleterre     |
| Hong Kong        | Hong Kong Stadium  | Hong Kong  | 7–9 avril 2017      | Fidji          |
| Singapour        | Stade national     | Singapour  | 15–16 avril 2017    | Canada         |
| France           | Stade Jean-Bouin   | Paris      | 12–14 mai 2017      | Afrique du Sud |
| Londres          | Twickenham Stadium | Londres    | 20–21 mai 2017      | Écosse         |

### Carte, ville et stades
| Vancouver, Canada                                                                    | Londres, Angleterre                                                                        | Paris, France                                                                              | Hong Kong, Chine                           |
| ------------------------------------------------------------------------------------ | ------------------------------------------------------------------------------------------ | ------------------------------------------------------------------------------------------ | ------------------------------------------ |
| BC Place Capacité prévue : 54 500                                                    | Twickenham Stadium Capacité prévue : 82 000                                                | Stade Jean-Bouin Capacité prévue : 20 000                                                  | Hong Kong Stadium Capacité prévue : 40 000 |
|                                                                                      |                                                                                            |                                                                                            |                                            |
| Las Vegas, États-Unis                                                                | \| Hong Kong Singapour Wellington Sydney Las Vegas Vancouver Dubaï Le Cap Paris Londres \| | \| Hong Kong Singapour Wellington Sydney Las Vegas Vancouver Dubaï Le Cap Paris Londres \| | Singapour                                  |
| Sam Boyd Stadium Capacité prévue : 40 000                                            | \| Hong Kong Singapour Wellington Sydney Las Vegas Vancouver Dubaï Le Cap Paris Londres \| | \| Hong Kong Singapour Wellington Sydney Las Vegas Vancouver Dubaï Le Cap Paris Londres \| | Stade national Capacité prévue : 55 000    |
|                                                                                      | \| Hong Kong Singapour Wellington Sydney Las Vegas Vancouver Dubaï Le Cap Paris Londres \| | \| Hong Kong Singapour Wellington Sydney Las Vegas Vancouver Dubaï Le Cap Paris Londres \| |                                            |
| Le Cap, Afrique du Sud                                                               | Dubaï, Émirats arabes unis                                                                 | Sydney, Australie                                                                          | Wellington, Nouvelle-Zélande               |
| Cape Town Stadium Capacité prévue : 64 100                                           | The Sevens Capacité prévue : 50 000                                                        | Sydney Football Stadium Capacité prévue : 45 500                                           | Westpac Stadium Capacité prévue : 36 000   |
|                                                                                      |                                                                                            |                                                                                            |                                            |
| Hong Kong Singapour Wellington Sydney Las Vegas Vancouver Dubaï Le Cap Paris Londres |                                                                                            |                                                                                            |                                            |

### Qualification coupe du monde 2018
La compétition sert également de qualification pour la coupe du monde 2018 qui se déroulera à San Francisco aux États-Unis au cours du mois de juin 2018. Les quarts de finalistes (donc 8 équipes) de la précédente édition sont qualifiés d'office. Ces 8 équipes évoluent toutes en World Series : Afrique du Sud, Angleterre, Australie, Nouvelle-Zélande, Fidji, France, Kenya et Pays de Galles. Les États-Unis sont qualifiés d'office en tant que pays hôte de la compétition. Ainsi, les quatre premières places des World Series sont qualificatives pour la coupe du monde, hors équipe déjà qualifiés. Les autres nations devront passer par des qualifications régionales.

### Contexte de pré-saison
Le circuit mondial sort de ses premiers Jeux olympiques disputés en août 2016 à Rio de Janeiro et remportés par les fidjiens. La saison dernière avait vu de nombreuses stars du rugby à XV venir, ou revenir, dans le circuit mondial avec l'espoir de participer à ses Jeux olympiques. Cette année, moins de stars sont attendues sur le circuit et certaines équipes en profitent pour rajeunir leurs effectifs en vue des prochains Jeux olympiques de 2020. C'est le cas du Japon, promu cette année mais quatrième à Rio, qui fait débuter neuf joueurs sur douze lors du premier tournoi de la saison à Dubaï, ou encore de l'Australie ou de l'Argentine. Ce n'est cependant pas le cas de toutes les nations, certaines continuent de s'appuyer sur la même ossature que la saison précédente (France, Angleterre, Afrique du Sud par exemple). Des nouveaux cycles sont lancés avec le départ d’entraîneurs emblématiques : pour la Nouvelle-Zélande après sa désillusion aux Jeux olympiques (cinquième) qui perd Gordon Tietjens mais également pour les Fidji à la suite du départ de Ben Ryan.

## Format

### Compétition

#### Classement général
Les World Series est le circuit mondial de rugby à sept composé de dix étapes se déroulant de décembre 2016 à mai 2017. Des points sont attribués en fonction du classement de l'étape et l'équipe qui compte le plus de points à la fin des dix étapes remporte le titre. L'équipe permanente qui compte à la fin le moins de points perd son statut d'équipe permanente pour la saison prochaine aux dépens du vainqueur du tournoi de qualification se déroulant à Hong Kong.
Les étapes fonctionnent par paires géographiques et temporelles : entre deux étapes, il peut y avoir une semaine de repos ou plusieurs (quatre ou cinq), mais les étapes qui ne sont séparées que d'une semaine de repos sont regroupées géographiquement. On distingue cinq tournées :
- Début décembre : Dubaï et Le Cap
- Fin janvier et début février : Wellington et Sydney
- Début mars : Las Vegas et Vancouver
- Début avril : Hong Kong et Singapour
- Fin mai : Paris et Londres

#### Déroulement des étapes
| Chaque étape est un tournoi se déroulant sur deux ou trois jours, entre le vendredi et le dimanche. À chaque étape est convié une équipe qui ne possède pas le statut d'équipe permanente, portant le nombre total d'équipes à seize. En fonction du résultat du tournoi précédent, ou du classement de la saison passée pour le premier tournoi de la saison à Dubaï, les équipes sont réparties en chapeaux avant tirage au sort pour former quatre poules de quatre équipes. Chaque équipe joue les trois autres membres de sa poule et un classement est établi, tout d'abord sur le nombre de points (victoire 3 points, nul 2 points, défaite 1 point) puis sur le goal-average général. Les deux premiers de chaque poule passent en quart de finale de la Cup ou tournoi principal et les deux derniers passent en quart de finale du Challenge Trophy. Les équipes vaincues en quart de finale sont alors reversé en demi-finale de classement, respectivement pour la cinquième et treizième place. Les équipes battues en demi-finales ne disputent pas de petite finale de classement et remportent le même nombre de point, sauf pour les équipes battues en demi finales de Cup qui disputeront un dernier match de classement pour la troisième place. Chaque rencontre se dispute en deux fois sept minutes. | \| Cup \| Points \| Challenge Trophy \| Points \| \| ------------------ \| ------ \| ---------------- \| ------ \| \| (Cup) \| 22 \| 9e \| 8 \| \| Médaille d'argent \| 19 \| 10e \| 7 \| \| Médaille de bronze \| 17 \| 11e \| 5 \| \| 4e \| 15 \| 12e \| 5 \| \| 5e \| 13 \| 13e \| 3 \| \| 6e \| 12 \| 14e \| 2 \| \| 7e \| 10 \| 15e \| 1 \| \| 8e \| 10 \| 16e \| 1 \| |                  |        |
| Cup | Points | Challenge Trophy | Points |
| (Cup) | 22 | 9e               | 8      |
| Médaille d'argent | 19 | 10e              | 7      |
| Médaille de bronze | 17 | 11e              | 5      |
| 4e | 15 | 12e              | 5      |
| 5e | 13 | 13e              | 3      |
| 6e | 12 | 14e              | 2      |
| 7e | 10 | 15e              | 1      |
| 8e | 10 | 16e              | 1      |

### Changements
En septembre 2016, World Rugby annonce des modifications sur les titres honorifiques de chaque tournoi : La Cup verra les trois premières équipes récompensées par des médailles d'or, d'argent et de bronze ; Le Bowl devient le Challenge Trophy ; Les Plate et Shield sont rétrogradés au simple rang de matches de classement. Seuls les titres évoluent, le reste du tournoi ne varie pas et garde le même format que l'année précédente (même principe de qualification en poule, même fonctionnement pour les différentes parties des tableaux finaux).
La finale de la Cup se joue désormais en deux mi-temps de sept minutes, comme les autres matches, au lieu de deux fois dix minutes lors des précédentes éditions des World Series.

## Classement

### Classement général
| Classement général | Classement général        | Classement général | Classement général | Classement général | Classement général | Classement général | Classement général | Classement général | Classement général | Classement général | Classement général | Classement général |
| Pos.               | Équipes                   | Dubaï              | Le Cap             | Wellington         | Sydney             | Las Vegas          | Vancouver          | Hong Kong          | Singapour          | Paris              | Londres            | Points total       |
| ------------------ | ------------------------- | ------------------ | ------------------ | ------------------ | ------------------ | ------------------ | ------------------ | ------------------ | ------------------ | ------------------ | ------------------ | ------------------ |
| Médaille d'or      | Afrique du Sud            | 22                 | 19                 | 22                 | 22                 | 22                 | 19                 | 19                 | 12                 | 22                 | 13                 | 192                |
| Médaille d'argent  | Angleterre                | 17                 | 22                 | 10                 | 19                 | 13                 | 22                 | 10                 | 17                 | 15                 | 19                 | 164                |
| Médaille de bronze | Fidji (T)                 | 19                 | 13                 | 19                 | 13                 | 19                 | 17                 | 22                 | 10                 | 10                 | 8                  | 150                |
| 4                  | Nouvelle-Zélande          | 10                 | 17                 | 12                 | 17                 | 15                 | 13                 | 13                 | 13                 | 17                 | 10                 | 137                |
| 5                  | États-Unis                | 8                  | 10                 | 5                  | 12                 | 17                 | 15                 | 15                 | 19                 | 13                 | 15                 | 129                |
| 6                  | Australie                 | 13                 | 5                  | 7                  | 15                 | 12                 | 10                 | 17                 | 15                 | 7                  | 12                 | 113                |
| 7                  | Écosse                    | 12                 | 15                 | 17                 | 1                  | 5                  | 3                  | 8                  | 7                  | 19                 | 22                 | 109                |
| 8                  | Canada                    | 3                  | 3                  | 15                 | 3                  | 10                 | 10                 | 10                 | 22                 | 5                  | 17                 | 98                 |
| 9                  | Argentine                 | 5                  | 7                  | 13                 | 10                 | 10                 | 12                 | 12                 | 3                  | 8                  | 10                 | 90                 |
| 10                 | Pays de Galles            | 15                 | 10                 | 5                  | 10                 | 3                  | 8                  | 2                  | 8                  | 5                  | 7                  | 73                 |
| 11                 | France                    | 10                 | 8                  | 10                 | 7                  | 5                  | 1                  | 5                  | 5                  | 10                 | 5                  | 66                 |
| 12                 | Kenya                     | 5                  | 12                 | 8                  | 2                  | 8                  | 5                  | 7                  | 10                 | 1                  | 5                  | 63                 |
| 13                 | Samoa                     | 7                  | 1                  | 3                  | 5                  | 7                  | 7                  | 1                  | 5                  | 12                 | 3                  | 51                 |
| 14                 | Russie                    | 1                  | 5                  | 2                  | 8                  | 1                  | 1                  | 5                  | 2                  | 2                  | 2                  | 29                 |
| 15                 | Japon (P)                 | 1                  | 1                  | 1                  | 5                  | 2                  | 2                  | 3                  | 1                  | 3                  | 1                  | 20                 |
| 16                 | Chili                     | -                  | -                  | -                  | -                  | 1                  | 5                  | -                  | -                  | -                  | -                  | 6                  |
| 17                 | Ouganda                   | 2                  | 2                  | -                  | -                  | -                  | -                  | -                  | -                  | -                  | -                  | 4                  |
| 18                 | Papouasie-Nouvelle-Guinée | -                  | -                  | 1                  | 1                  | -                  | -                  | -                  | -                  | -                  | -                  | 2                  |
| 19                 | Espagne (Q)               | -                  | -                  | -                  | -                  | -                  | -                  | -                  | -                  | 1                  | 1                  | 2                  |
| 20                 | Hong Kong                 | -                  | -                  | -                  | -                  | -                  | -                  | -                  | 1                  | -                  | -                  | 1                  |
| 21                 | Corée du Sud              | -                  | -                  | -                  | -                  | -                  | -                  | 1                  | -                  | -                  | -                  | 1                  |

Si deux ou plusieurs équipes sont à égalité à la fin de la saison on les départage selon les règles suivantes :
1. La différence de points marqués et reçus durant la saison
2. Le nombre d'essai durant la saison.

| Légende                                                                                                  |
| World Series                                                                                             |
| --- |
| Qualifié pour l'édition 2017-2018                                                                        |
| Relégué                                                                                                  |
| Equipe non permanente                                                                                    |
| Abbreviations : - T : tenant du titre - P : promu - Q : qualifié à la suite du tournoi de Hong Kong 2017 |
| Qualification Coupe du monde 2018                                                                        |
| Déjà qualifié (quart de finalistes 2013 et pays hôte)                                                    |
| Qualifié (4 premières places des World Series hors équipes déjà qualifiés)                               |

### Évolution du classement
| Équipe                    | 1                  | 2                  | 3                  | 4                  | 5                  | 6                  | 7                  | 8                  | 9                  | 10                 |
| ------------------------- | ------------------ | ------------------ | ------------------ | ------------------ | ------------------ | ------------------ | ------------------ | ------------------ | ------------------ | ------------------ |
| Afrique du Sud            | Médaille d'or      | Médaille d'or      | Médaille d'or      | Médaille d'or      | Médaille d'or      | Médaille d'or      | Médaille d'or      | Médaille d'or      | Médaille d'or      | Médaille d'or      |
| Angleterre                | Médaille de bronze | Médaille d'argent  | Médaille de bronze | Médaille d'argent  | Médaille de bronze | Médaille d'argent  | Médaille de bronze | Médaille de bronze | Médaille d'argent  | Médaille d'argent  |
| Argentine                 | 11                 | 11                 | 10                 | 9                  | 8                  | 7                  | 7                  | 8                  | 9                  | 9                  |
| Australie                 | 5                  | 7                  | 8                  | 6                  | 5                  | 6                  | 6                  | 6                  | 6                  | 6                  |
| Canada                    | 13                 | 13                 | 12                 | 12                 | 12                 | 10                 | 9                  | 7                  | 8                  | 8                  |
| Chili                     | -                  | -                  | -                  | -                  | 18                 | 16                 | 16                 | 16                 | 16                 | 16                 |
| Corée du Sud              | -                  | -                  | -                  | -                  | -                  | -                  | 19                 | 20                 | 21                 | 21                 |
| Écosse                    | 6                  | 4                  | 4                  | 5                  | 7                  | 8                  | 8                  | 9                  | 7                  | 7                  |
| Espagne                   | -                  | -                  | -                  | -                  | -                  | -                  | -                  | -                  | 19                 | 19                 |
| États-Unis                | 9                  | 8                  | 11                 | 8                  | 6                  | 5                  | 5                  | 5                  | 5                  | 5                  |
| Fidji                     | Médaille d'argent  | Médaille de bronze | Médaille d'argent  | Médaille de bronze | Médaille d'argent  | Médaille de bronze | Médaille d'argent  | Médaille d'argent  | Médaille de bronze | Médaille de bronze |
| France                    | 7                  | 9                  | 7                  | 10                 | 10                 | 11                 | 12                 | 12                 | 11                 | 11                 |
| Pays de Galles            | 4                  | 6                  | 6                  | 7                  | 9                  | 9                  | 10                 | 10                 | 10                 | 10                 |
| Hong Kong                 | -                  | -                  | -                  | -                  | -                  | -                  | -                  | 19                 | 20                 | 20                 |
| Japon                     | 15                 | 16                 | 16                 | 15                 | 15                 | 15                 | 15                 | 15                 | 15                 | 15                 |
| Kenya                     | 12                 | 10                 | 9                  | 11                 | 11                 | 12                 | 11                 | 11                 | 12                 | 12                 |
| Nouvelle-Zélande          | 8                  | 5                  | 5                  | 4                  | 4                  | 4                  | 4                  | 4                  | 4                  | 4                  |
| Ouganda                   | 14                 | 15                 | 15                 | 16                 | 16                 | 17                 | 17                 | 17                 | 17                 | 17                 |
| Papouasie-Nouvelle-Guinée | -                  | -                  | 17                 | 17                 | 17                 | 18                 | 18                 | 18                 | 18                 | 18                 |
| Russie                    | 16                 | 14                 | 14                 | 14                 | 14                 | 14                 | 14                 | 14                 | 14                 | 14                 |
| Samoa                     | 10                 | 12                 | 13                 | 13                 | 13                 | 13                 | 13                 | 13                 | 13                 | 13                 |

| Médaille d'or · Médaille d'argent · Médaille de bronze | Leaders |  | Équipe invitée |  | Relégable |

## Résultats des étapes

### Dubaï
Les séries mondiales débutent le vendredi 2 décembre 2016 à Dubaï, aux Émirats arabes unis. Les Sud-Africains remportent le tournoi après avoir battu en Cup la Nouvelle-Zélande (40-0), puis le pays de Galles (36-5) et enfin les Fidji (26-14). L'Ouganda est l'équipe qui s'est qualifiée pour la compétition, à la suite de ses résultats dans le championnat d'Afrique. Après avoir fini dernier de sa poule comprenant l'Afrique du Sud, l'Écosse et les États-Unis, l'Ouganda est reversé en Challenge Trophy face aux Samonans. Après un nouvel échec, les Ougandais rencontrent les Japonais en demi-finale et remportent alors leur première victoire dans le circuit mondial sur le score de 26 à 19.
Individuellement, le Sud-Africain Seabelo Senatla finit en tête du classement des meilleurs marqueurs d'essais (avec 11 réalisations) et en tête du classement des réalisateurs (avec 55 points, dont aucune transformation ou pénalité). Il inscrit notamment un triplé en demi-finale face aux Gallois. L'anglais Dan Norton remporte lui le titre d'Impact Player et le meilleur joueur de la finale est le Sud-africain Chris Dry.
| Classement       | Vainqueur      | Score | Finaliste | Demi-finaliste   |
| ---------------- | -------------- | ----- | --------- | ---------------- |
| Cup              | Afrique du Sud | 26-14 | Fidji     | Angleterre (3e)  |
| Cup              | Afrique du Sud | 26-14 | Fidji     | Pays de Galles   |
| 5e-6e place      | Australie      | 19-12 | Écosse    | France           |
| 5e-6e place      | Australie      | 19-12 | Écosse    | Nouvelle-Zélande |
| Challenge Trophy | États-Unis     | 28-14 | Samoa     | Argentine        |
| Challenge Trophy | États-Unis     | 28-14 | Samoa     | Kenya            |
| 13e place        | Canada         | 20-17 | Ouganda   | Japon            |
| 13e place        | Canada         | 20-17 | Ouganda   | Russie           |

Finale
| 3 décembre 2016 | Fidji                                                                          | 14-26 (7-14) | Afrique du Sud                                                                                              | The Sevens, Dubaï Arbitre : Craig Evans |
| 3 décembre 2016 | Essai(s) : Kolinisau (7e), Tuwai (11e) Transformation(s) : Kolinisau (7e, 11e) |              | Essai(s) : Afrika (1re), Du Preez (4e), Dry (13e), Senatla (17e) Transformation(s) : Du Preez (2e, 4e, 13e) | The Sevens, Dubaï Arbitre : Craig Evans |
| 3 décembre 2016 |                                                                                |              | | The Sevens, Dubaï Arbitre : Craig Evans |

Affluence
Le tournoi se déroule en même temps que la première étape du circuit féminin. Le tournoi de Dubaï parvient à réaliser la plus grosse affluence de son histoire avec environ 100 000 personnes qui assistent aux deux jours de compétitions.

### Le Cap
Une semaine après le tournoi de Dubaï, le circuit mondial passe dans la ville du Cap en Afrique du Sud. Les Anglais remportent leur premier tournoi depuis avril 2015 et une victoire à Tokyo, en battant en finale les hôtes du tournoi, l'Afrique du Sud (19-17). En sortant deuxième de sa poule à la suite d'une défaite contre la Nouvelle-Zélande, l'Angleterre rencontre les Fidjiens en quart de finale (31-26 après égalisation dans le temps additionnel puis prolongation) et les Écossais en demi-finale (33-14). L'Ouganda participe à son second tournoi de la saison et connaît sensiblement le même parcours qu'à Dubaï en remportant un match face aux Japonais, au même stade de la compétition (21-17).
Individuellement, le Français Terry Bouhraoua vainqueur du Challenge Trophy, finit en tête du classement des marqueurs d'essais avec 10 réalisations, et également du classement des réalisateurs avec 76 points. L'Anglais Dan Norton conserve le titre d'Impact Player et son compatriote Ruaridh McConnochie remporte le titre de meilleur joueur de la finale.
| Classement       | Vainqueur  | Score | Finaliste      | Demi-finaliste        |
| ---------------- | ---------- | ----- | -------------- | --------------------- |
| Cup              | Angleterre | 19-17 | Afrique du Sud | Nouvelle-Zélande (3e) |
| Cup              | Angleterre | 19-17 | Afrique du Sud | Écosse                |
| 5e-6e place      | Fidji      | 33-21 | Kenya          | Pays de Galles        |
| 5e-6e place      | Fidji      | 33-21 | Kenya          | États-Unis            |
| Challenge Trophy | France     | 19-7  | Argentine      | Australie             |
| Challenge Trophy | France     | 19-7  | Argentine      | Russie                |
| 13e place        | Canada     | 19-10 | Ouganda        | Japon                 |
| 13e place        | Canada     | 19-10 | Ouganda        | Samoa                 |

Finale
| 11 décembre 2016 | Afrique du Sud                                                                   | 17-19 (5-12) | Angleterre | Cape Town Stadium, Le Cap Arbitre : Craig Evans |
| 11 décembre 2016 | Essai(s) : Dry (4e), Speckman, (11e), Kok (19e) Transformation(s) : Afrika (12e) |              | Essai(s) : De Carpentier (6e), Norton (7e), McConnochie (15e) Transformation(s) : Mitchell (6e, 16e) Carton(s) jaune(s) : Norton (19e) | Cape Town Stadium, Le Cap Arbitre : Craig Evans |
| 11 décembre 2016 |                                                                                  |              | | Cape Town Stadium, Le Cap Arbitre : Craig Evans |

Affluence
L'étape Sud-africaine des World Series accueil un total de 109 000 personnes au Cape Town Stadium (capacité de 55 000 places), réalisant un record d'affluence pour ce tournoi.

### Wellington
Le tournoi de Wellington se déroule du 28 au 29 janvier 2017 au Westpac Stadium. L'Afrique du Sud remporte son second tournoi de la saison en battant deux fois les fidjiens (en poule 31-12, en finale 26-5). La Canada, après avoir terminé en tête de sa poule, parvient à se hisser en finale pour la troisième place, passant de la douzième à la quatrième place. L'équipe hôte, la Nouvelle-Zélande termine sixième après deux défaites lors de la deuxième journée face aux fidjiens et face aux argentins. L'équipe invitée est la Papouasie-Nouvelle-Guinée qui terminera à la quatorzième place du classement sans avoir remporté le moindre match.
Individuellement, le Sud-Africain Seabelo Senatla termine meilleur marqueur d'essais avec 8 unités et meilleur réalisateur, à égalité avec l'écossais Gavin Lowe (4 essais et 10 transformations), avec 40 points. Senatla termine également Impact Player du tournoi et meilleur joueur de la finale.
| Classement       | Vainqueur      | Score | Finaliste        | Demi-finaliste            |
| ---------------- | -------------- | ----- | ---------------- | ------------------------- |
| Cup              | Afrique du Sud | 26-5  | Fidji            | Écosse (3e)               |
| Cup              | Afrique du Sud | 26-5  | Fidji            | Canada                    |
| 5e-6e place      | Argentine      | 17-12 | Nouvelle-Zélande | Angleterre                |
| 5e-6e place      | Argentine      | 17-12 | Nouvelle-Zélande | France                    |
| Challenge Trophy | Kenya          | 19-17 | Australie        | États-Unis                |
| Challenge Trophy | Kenya          | 19-17 | Australie        | Pays de Galles            |
| 13e place        | Samoa          | 19-12 | Russie           | Japon                     |
| 13e place        | Samoa          | 19-12 | Russie           | Papouasie-Nouvelle-Guinée |

Finale
| 29 janvier 2017 | Fidji                                                            | 5-26 (5-7) | Afrique du Sud                                                                                                | Westpac Stadium, Wellington Arbitre : James Doleman |
| 29 janvier 2017 | Essai(s) : Lutumailagi (3e) Carton(s) jaune(s) : Bituniyata (6e) |            | Essai(s) : Senatla (8e), Speckman (13e), Nel (15e et 18e) Transformation(s) : Du Preez (8e) Geduld (13e, 19e) | Westpac Stadium, Wellington Arbitre : James Doleman |
| 29 janvier 2017 |                                                                  |            | | Westpac Stadium, Wellington Arbitre : James Doleman |

Affluence
Depuis la première saison des World Series en 1999-2000, le tournoi de Nouvelle-Zélande se déroule au Westpac Stadium dans la capitale néo-zélandaise. 20 000 personnes assistent sur deux jours au tournoi dans un stade d'une capacité de 36 000, constituant la pire affluence depuis la création des World Series. La viabilité du tournoi à Wellington est alors remise en cause par les organisateurs.

### Sydney
Une semaine après le tournoi de Wellington, le circuit mondial passe par la ville de Sydney en Australie. L'Afrique du Sud remporte son troisième tournoi de la saison, malgré une défaite en phase de poule face à l'Angleterre (15-21), ces mêmes anglais battus le lendemain en finale (29-14). Après avoir fini second de leur poule derrière les néo-zélandais mais devant les écossais, les australiens finissent le tournoi à la quatrième place, après une nouvelle défaite contre la Nouvelle-Zélande (14-29). Pour son second tournoi de la saison, la Papouasie-Nouvelle-Guinée échoue au même stade qu'à Wellington, sans avoir remporté de match.
Individuellement, le Sud-africain Seabelo Senatla remporte pour la troisième fois en quatre étapes le titre de meilleur marqueur d'essai avec 9 réalisations. Il termine également meilleur marqueur avec 45 points inscrits. Il remporte pour la seconde fois consécutive le titre de meilleur joueur de la finale. Le russe German Davydov, vainqueur du Challenge Trophy, remporte lui le titre d'Impact Player du week-end.
| Classement       | Vainqueur      | Score | Finaliste  | Demi-finaliste            |
| ---------------- | -------------- | ----- | ---------- | ------------------------- |
| Cup              | Afrique du Sud | 29-14 | Angleterre | Nouvelle-Zélande (3e)     |
| Cup              | Afrique du Sud | 29-14 | Angleterre | Australie                 |
| 5e-6e place      | Fidji          | 35-12 | États-Unis | Argentine                 |
| 5e-6e place      | Fidji          | 35-12 | États-Unis | Pays de Galles            |
| Challenge Trophy | Russie         | 26-0  | France     | Samoa                     |
| Challenge Trophy | Russie         | 26-0  | France     | Japon                     |
| 13e place        | Canada         | 10-5  | Kenya      | Écosse                    |
| 13e place        | Canada         | 10-5  | Kenya      | Papouasie-Nouvelle-Guinée |

Finale
| 5 février 2017 | Angleterre                                                                       | 14-29 (0-19) | Afrique du Sud                                                                                                 | Sydney Football Stadium, Sydney Arbitre : Richard Kelly |
| 5 février 2017 | Essai(s) : Mitchell (15e), Norton, (18e) Transformation(s) : Mitchell (15e, 19e) |              | Essai(s) : Snyman (1re), Senatla (7e), Geduld (8e, 13e), Dippenaar (16e) Transformation(s) : Du Preez (7e, 9e) | Sydney Football Stadium, Sydney Arbitre : Richard Kelly |
| 5 février 2017 |                                                                                  |              | | Sydney Football Stadium, Sydney Arbitre : Richard Kelly |

Affluence
Pour la seconde fois de la saison, le tournoi masculin est disputé en même temps que le tournoi féminin. Le tournoi masculin se déroule du samedi au dimanche et le tournoi féminin du vendredi au samedi. Au total, 75 412 personnes assistent aux trois jours de compétition, dont 4 800 le vendredi.

### Las Vegas
Le tournoi de Las Vegas est le premier tournoi de la saison à se dérouler sur trois jours : du 3 au 5 mars au Sam Boyd Stadium dans le Nevada. L'Afrique du Sud remporte son quatrième tournoi de la saison après avoir battu les Fidji en finale (19-12) et les États-Unis en demi-finale (20-17). Les États-Unis terminent la troisième place de la compétition après être sorti en seconde position de leur poule derrière l'équipe d'Angleterre. Ils se défont de l'Argentine en quart de finale (21-19) et battent les néo-zélandais (19-15) pour décrocher une médaille de bronze. L'équipe invitée pour ce tournoi est le Chili qui termine à la quinzième place avec uniquement des défaites, mais qui perd en quart de finale de Challenge Trophy face aux kenyans par deux points d'écarts (19-21).
Individuellement, l'australien Lachie Anderson termine meilleur marqueur de la compétition avec 7 essais et le gallois Ethan Davies termine meilleur réalisateur avec 39 points. Le meilleur joueur de la finale est le Sud-africain Roscko Speckman et l'Impact Player est le fidjien Vatemo Ravouvou défait en finale.
| Classement       | Vainqueur      | Score | Finaliste | Demi-finaliste   |
| ---------------- | -------------- | ----- | --------- | ---------------- |
| Cup              | Afrique du Sud | 19-12 | Fidji     | États-Unis (3e)  |
| Cup              | Afrique du Sud | 19-12 | Fidji     | Nouvelle-Zélande |
| 5e-6e place      | Angleterre     | 10-7  | Australie | Argentine        |
| 5e-6e place      | Angleterre     | 10-7  | Australie | Canada           |
| Challenge Trophy | Kenya          | 21-14 | Samoa     | France           |
| Challenge Trophy | Kenya          | 21-14 | Samoa     | Écosse           |
| 13e place        | Pays de Galles | 21-19 | Japon     | Russie           |
| 13e place        | Pays de Galles | 21-19 | Japon     | Chili            |

Finale
| 5 mars 2017 | Afrique du Sud                                                                         | 19-12 (7-5) | Fidji | Sam Boyd Stadium, Las Vegas Arbitre : Richard Kelly |
| 5 mars 2017 | Essai(s) : Afrika (6e), Dry (12e), Speckman (15e) Transformation(s) : Afrika (6e, 13e) |             | Essai(s) : Dakuwaqa (3e), Nacuqu (17e) Transformation(s) : Kolinisau (17e) Carton(s) jaune(s) : Ravouvou (5e) Carton(s) rouge(s) : Mocenacagi (19e) | Sam Boyd Stadium, Las Vegas Arbitre : Richard Kelly |
| 5 mars 2017 |                                                                                        |             | | Sam Boyd Stadium, Las Vegas Arbitre : Richard Kelly |

Affluence
Las Vegas est le troisième et dernier tournoi à se disputer en même temps que les Women's Sevens Series. Dans le Sam Boyd Stadium, le record d'affluence total est battu ainsi que celui de la meilleure affluence sur une journée. Ainsi, 80 691 places sont vendus, dont 18 633 le vendredi, 35 901 le samedi et 26 157 le dimanche.

### Vancouver
Pour la seconde fois de l'histoire des World Series, le circuit mondial s'arrête au BC Place Stadium de Vancouver en Colombie-Britannique. L'Angleterre remporte son second tournoi de la saison après être sortie d'un poule contenant, entre autres, l'Afrique du Sud (12-12), battu la Nouvelle-Zélande en quart de finale (14-12) puis les Fidji en demi-finale (40-7) et enfin les Sud-africains (19-7). Le pays hôte le Canada parvient à sortir de sa poule composé de la Nouvelle-Zélande, la Russie et l'Écosse mais perd ses deux rencontres le dimanche face à l'Afrique du Sud (7-36) et face à l'Argentine (5-12). Pour son deuxième tournoi consécutif, le Chili gagne son premier match en World Series cette saison face à la Russie en quart de finale de Challenge Trophy (10-0) terminant le tournoi à une onzième place ex-aequo, meilleure performance d'une équipe invitée cette saison.
L'américain Perry Baker (quatrième) termine meilleur marqueur d'essais avec 9 réalisations et meilleur réalisateur avec 45 points inscrits. Pour la troisième fois depuis le début de la compétition, Dan Norton remporte le titre d'Impact Player du tournoi, mais également celui de meilleur joueur de la finale.
| Classement       | Vainqueur        | Score | Finaliste      | Demi-finaliste |
| ---------------- | ---------------- | ----- | -------------- | -------------- |
| Cup              | Angleterre       | 19-7  | Afrique du Sud | Fidji (3e)     |
| Cup              | Angleterre       | 19-7  | Afrique du Sud | États-Unis     |
| 5e-6e place      | Nouvelle-Zélande | 17-14 | Argentine      | Canada         |
| 5e-6e place      | Nouvelle-Zélande | 17-14 | Argentine      | Australie      |
| Challenge Trophy | Pays de Galles   | 19-12 | Samoa          | Kenya          |
| Challenge Trophy | Pays de Galles   | 19-12 | Samoa          | Chili          |
| 13e place        | Écosse           | 24-19 | Japon          | France         |
| 13e place        | Écosse           | 24-19 | Japon          | Russie         |

Finale
| 12 mars 2017 | Afrique du Sud                                            | 7-19 (7-7) | Angleterre                                                                                      | BC Place Stadium, Vancouver Arbitre : Pierre Brousset |
| 12 mars 2017 | Essai(s) : Soyizwapi (2e) Transformation(s) : Afrika (2e) |            | Essai(s) : De Carpentier (9e), Bibby (12e), Norton (14e) Transformation(s) : Mitchell (9e, 13e) | BC Place Stadium, Vancouver Arbitre : Pierre Brousset |
| 12 mars 2017 |                                                           |            |                                                                                                 | BC Place Stadium, Vancouver Arbitre : Pierre Brousset |

Affluence
Pour la seconde saison du tournoi du Canada, l'affluence du week-end s'élève à 76 000 places vendues, augmentant le nombre de places vendues de 26% par rapport à la saison passée.

### Hong Kong
Le tournoi de Hong Kong se déroule les 7, 8 et 9 avril 2017 au Hong Kong Stadium.

#### Tournoi principal
La Corée du Sud, non qualifiée pour le tournoi de qualification, est l'équipe invitée au tournoi principal. Les Fidji, qui retrouvaient des champions olympiques absents lors des derniers tournois, remportent leur premier tournoi en World Series depuis un an et une victoire sur cette même étape. Les fidjiens battent en finale l'Afrique du Sud (22-0) après s'être défait des australiens (33-12) et des canadiens (19-12). Les États-Unis terminent à la quatrième place après une défaite contre l'Australie (26-19) et une élimination en demi-finale par les Sud-africains après prolongations (29-24). L'équipe invitée, la Corée du Sud, termine à la dernière place du classement avec aucune victoire.
L'anglais Dan Norton profite du match d'ouverture du tournoi face à la Corée du Sud pour battre le record d'essais de Collins Injera en World Series. C'est l'américain Perry Baker qui termine meilleur marqueur d'essais avec 9 réalisations et meilleurs réalisateurs avec 45 points. Le russe Vladimir Ostroushko, qui disputait son premier tournoi de la saison, remporte le titre d'Impact player et le fidjien Kalione Nasoko remporte le titre de meilleur joueur de la finale.
| Classement       | Vainqueur        | Score | Finaliste      | Demi-finaliste |
| ---------------- | ---------------- | ----- | -------------- | -------------- |
| Cup              | Fidji            | 22-0  | Afrique du Sud | Australie (3e) |
| Cup              | Fidji            | 22-0  | Afrique du Sud | États-Unis     |
| 5e-6e place      | Nouvelle-Zélande | 10-7  | Argentine      | Canada         |
| 5e-6e place      | Nouvelle-Zélande | 10-7  | Argentine      | Angleterre     |
| Challenge Trophy | Écosse           | 21-19 | Kenya          | France         |
| Challenge Trophy | Écosse           | 21-19 | Kenya          | Russie         |
| 13e place        | Japon            | 28-21 | Pays de Galles | Samoa          |
| 13e place        | Japon            | 28-21 | Pays de Galles | Corée du Sud   |

Finale
| 9 avril 2017 | Fidji                                                                                           | 22-0 (10-0) | Afrique du Sud | Hong Kong Stadium, Hong Kong Arbitre : Sam Grove-White |
| 9 avril 2017 | Essai(s) : Mocenacagi (5e), Kunavula (7e), Nasoko (12e, 16e) Transformation(s) : Ravouvou (13e) |             |                | Hong Kong Stadium, Hong Kong Arbitre : Sam Grove-White |
| 9 avril 2017 |                                                                                                 |             |                | Hong Kong Stadium, Hong Kong Arbitre : Sam Grove-White |

#### Tournoi de qualification
En parallèle du tournoi principal se déroule le tournoi de qualification qui permettra à l'équipe vainqueur de gagner son statut d'équipe permanente la saison prochaine. Douze équipes issues des qualifications régionales (deux équipes par zone) sont qualifiées :
- Europe : Allemagne et Espagne (détails)
- Asie : Hong Kong et Sri Lanka
- Afrique : Ouganda et Namibie (détails)
- Océanie : Papouasie-Nouvelle-Guinée et Tonga[21]
- Amérique du Nord : Guyana et Jamaïque
- Amérique du Sud : Chili et Uruguay[22]

L'Espagne remporte le tournoi de qualification et la finale entre équipes européennes face à l'Allemagne sur le score de 12 à 7. Le pays hôte, Hong Kong, échoue en quart de finale face aux allemands en concédant un essai dans les dernières minutes de jeu (14-7).
| Vainqueur | Score | Finaliste | Demi-finaliste            | Quart de finaliste | Premier tour |
| --------- | ----- | --------- | ------------------------- | ------------------ | ------------ |
| Espagne   | 12-7  | Allemagne | Chili                     | Uruguay            | Tonga        |
| Espagne   | 12-7  | Allemagne | Chili                     | Hong Kong          | Jamaïque     |
| Espagne   | 12-7  | Allemagne | Papouasie-Nouvelle-Guinée | Ouganda            | Sri Lanka    |
| Espagne   | 12-7  | Allemagne | Papouasie-Nouvelle-Guinée | Namibie            | Guyana       |

### Singapour
Le week-end suivant, le circuit mondial s'arrête à Singapour. Le Canada remporte le premier tournoi de son histoire en battant en finale les États-Unis (26-19). Les quarts de finale voient les favoris tomber (Afrique du Sud, Fidji, Nouvelle-Zélande) respectivement face à l'Australie, les États-Unis et le Canada. L'Angleterre parvient à se qualifier en demi-finale en battant le tenant du titre, le Kenya, grâce à une pénalité de Dan Bibby dans le temps additionnel (13-12). Les anglais chutent ensuite face aux canadiens (17-5) qui retrouvent en finale les américains, large vainqueurs des australiens (40-7) pour la première finale nord-américaine de l'histoire des World Series. L'équipe invitée est celle de Hong Kong qui termine à la dernière place du tournoi, mais qui parvient à battre la Russie en phase de poule (26-19).
Individuellement, le fidjien Waisea Nacuqu termine meilleur marqueur et meilleur réalisateur du tournoi avec 9 essais inscrits et une transformation, soit 47 points. Le canadien Nathan Hirayama remporte le titre de joueur de la finale et le gallois Sam Cross remporte le titre d'Impact Player. Deux joueurs parviennent à inscrire une pénalité, le français Jean-Pascal Barraque (contre l'Angleterre) et l'anglais Dan Bibby (contre le Kenya).
| Classement       | Vainqueur        | Score | Finaliste      | Demi-finaliste  |
| ---------------- | ---------------- | ----- | -------------- | --------------- |
| Cup              | Canada           | 26-19 | États-Unis     | Angleterre (3e) |
| Cup              | Canada           | 26-19 | États-Unis     | Australie       |
| 5e-6e place      | Nouvelle-Zélande | 17-12 | Afrique du Sud | Fidji           |
| 5e-6e place      | Nouvelle-Zélande | 17-12 | Afrique du Sud | Kenya           |
| Challenge Trophy | Pays de Galles   | 24-12 | Écosse         | France          |
| Challenge Trophy | Pays de Galles   | 24-12 | Écosse         | Samoa           |
| 13e place        | Argentine        | 40-19 | Russie         | Hong Kong       |
| 13e place        | Argentine        | 40-19 | Russie         | Japon           |

### Paris
Le tournoi de Paris se déroule les 13 et 14 mai 2017 au Stade Jean-Bouin. L'équipe invitée est l'Espagne.
| Classement       | Vainqueur      | Score | Finaliste | Demi-finaliste        |
| ---------------- | -------------- | ----- | --------- | --------------------- |
| Cup              | Afrique du Sud | 15-5  | Écosse    | Nouvelle-Zélande (3e) |
| Cup              | Afrique du Sud | 15-5  | Écosse    | Angleterre            |
| 5e-6e place      | États-Unis     | 24-19 | Samoa     | Fidji                 |
| 5e-6e place      | États-Unis     | 24-19 | Samoa     | France                |
| Challenge Trophy | Argentine      | 33-12 | Australie | Canada                |
| Challenge Trophy | Argentine      | 33-12 | Australie | Australie             |
| 13e place        | Japon          | 19-10 | Russie    | Kenya                 |
| 13e place        | Japon          | 19-10 | Russie    | Espagne               |

### Londres
Le tournoi de Londres se déroule les 20 et 21 mai 2017 au Stade de Twickenham. L'équipe invitée est l'Espagne.
| Classement       | Vainqueur      | Score | Finaliste      | Demi-finaliste   |
| ---------------- | -------------- | ----- | -------------- | ---------------- |
| Cup              | Écosse         | 12-7  | Angleterre     | Canada (3e)      |
| Cup              | Écosse         | 12-7  | Angleterre     | États-Unis       |
| 5e-6e place      | Afrique du Sud | 28-17 | Australie      | Nouvelle-Zélande |
| 5e-6e place      | Afrique du Sud | 28-17 | Australie      | Argentine        |
| Challenge Trophy | Fidji          | 26-14 | Pays de Galles | Kenya            |
| Challenge Trophy | Fidji          | 26-14 | Pays de Galles | France           |
| 13e place        | Samoa          | 24-19 | Russie         | Japon            |
| 13e place        | Samoa          | 24-19 | Russie         | Espagne          |

## Statistiques

### Par équipes
Classements en fin de saison
| Rang | Equipe           | Points |
| ---- | ---------------- | ------ |
| 1    | Fidji            | 1 567  |
| 2    | Afrique du Sud   | 1 403  |
| 3    | États-Unis       | 1 299  |
| 4    | Angleterre       | 1 177  |
| 5    | Nouvelle-Zélande | 1 174  |
| 6    | Australie        | 1 135  |
| 7    | Écosse           | 1 120  |

| Rang | Equipe           | Essais |
| ---- | ---------------- | ------ |
| 1    | Fidji            | 245    |
| 2    | Afrique du Sud   | 225    |
| 3    | États-Unis       | 207    |
| 4    | Nouvelle-Zélande | 188    |
| 5    | Angleterre       | 186    |
| 6    | Australie        | 181    |
| 7    | Écosse           | 174    |

| Rang | Equipe           | Trans. |
| ---- | ---------------- | ------ |
| 1    | Fidji            | 171    |
| 2    | Afrique du Sud   | 139    |
| 3    | États-Unis       | 132    |
| 4    | Écosse           | 124    |
| 5    | Angleterre       | 121    |
| 6    | Nouvelle-Zélande | 115    |
| 7    | Australie        | 113    |

### Statistiques joueurs
Classements en fin de saison
| Rang | Joueur          | Points |
| ---- | --------------- | ------ |
| 1    | Perry Baker     | 285    |
| 2    | Ethan Davies    | 281    |
| 3    | Madison Hughes  | 279    |
| 4    | Nathan Hirayama | 269    |
| 5    | Scott Wight     | 266    |
| 6    | Dan Norton      | 255    |
| 7    | James Stannard  | 248    |

| Rang | Joueur           | Essais |
| ---- | ---------------- | ------ |
| 1    | Perry Baker      | 57     |
| 2    | Dan Norton       | 51     |
| 3    | Justin Douglas   | 40     |
| 4    | James Fleming    | 32     |
| -    | Seabelo Senatla  | 32     |
| 6    | Kalione Nasoko   | 29     |
| -    | Siviwe Soyizwapi | 29     |

| Rang | Joueur          | Trans. |
| ---- | --------------- | ------ |
| 1    | Scott Wight     | 108    |
| 2    | Madison Hughes  | 107    |
| 3    | Ethan Davies    | 93     |
| 4    | James Stannard  | 89     |
| 5    | Nathan Hirayama | 83     |
| -    | Osea Kolinisau  | 83     |
| 7    | Tom Mitchell    | 79     |

Trois joueurs ont également inscrit une pénalité : Nathan Hirayama , Jean-Pascal Barraque  et Dan Bibby .

## Récompenses

### World Rugby Sevens Series Awards
L'ensemble des récompenses de la saison sont remises à l'issue du dernier tournoi au stade de Twickenham.

#### Meilleur espoir
L'Argentin Matías Osadczuk remporte le titre de meilleur espoir de la saison, en devançant Kalione Nasoko (Fidji) et Vilimoni Koroi (Nouvelle-Zélande).

#### Impact Player
Classement final à l'issue de la saison :
1. Sam Cross
2. Dan Norton
3. Perry Baker

#### Équipe type de la saison
| Poste    | Joueur          | Pays           |
| -------- | --------------- | -------------- |
| Avants   | Kalione Nasoko  | Fidji          |
| Avants   | Danny Barrett   | États-Unis     |
| Avants   | Chris Dry       | Afrique du Sud |
| Arrières | Jerry Tuwai     | Fidji          |
| Arrières | Dan Norton      | Angleterre     |
| Arrières | Roscko Speckman | Afrique du Sud |
| Arrières | Perry Baker     | États-Unis     |

### Par tournois

#### Performances individuelles
| Étape            | Meilleur joueur de la finale | Impact Player       | Meilleur marqueur d'essai | Meilleur réalisateur            |
| ---------------- | ---------------------------- | ------------------- | ------------------------- | ------------------------------- |
| Dubaï            | Chris Dry                    | Dan Norton          | Seabelo Senatla (11)      | Seabelo Senatla (55)            |
| Afrique du Sud   | Ruaridh McConnochie          | Dan Norton          | Terry Bouhraoua (10)      | Terry Bouhraoua (76)            |
| Nouvelle-Zélande | Seabelo Senatla              | Seabelo Senatla     | Seabelo Senatla (8)       | Seabelo Senatla Gavin Lowe (40) |
| Australie        | Seabelo Senatla              | German Davydov      | Seabelo Senatla (9)       | Seabelo Senatla (45)            |
| États-Unis       | Roscko Speckman              | Vatemo Ravouvou     | Lachlan Anderson (7)      | Ethan Davies (39)               |
| Canada           | Dan Norton                   | Dan Norton          | Perry Baker (9)           | Perry Baker (45)                |
| Hong Kong        | Kalione Nasoko               | Vladimir Ostroushko | Perry Baker (9)           | Perry Baker (45)                |
| Singapour        | Nathan Hirayama              | Sam Cross           | Waisea Nacuqu (en) (9)    | Waisea Nacuqu (en) (47)         |
| France           | Siosifa Lisala               | Werner Kok          | Perry Baker (8)           | Perry Baker (40)                |
| Londres          |                              | Dan Norton          | Perry Baker (8)           | James Stannard (55)             |

#### Présence dans l'équipe type
| Joueur          | Nb | Étapes                                   |
| --------------- | -- | ---------------------------------------- |
| Perry Baker     | 4  | Vancouver, Hong Kong, Singapour, Londres |
| Jerry Tuwai     | 4  | Dubaï, Wellington, Sydney, Las Vegas     |
| Danny Barrett   | 3  | Sydney, Las Vegas, Singapour             |
| Chris Dry       | 3  | Le Cap, Vancouver, Paris                 |
| Dan Norton      | 3  | Vancouver, Paris, Londres                |
| Seabelo Senatla | 3  | Dubaï, Wellington, Sydney                |
| Werner Kok      | 2  | Dubaï, Le Cap                            |
| Tim Mikkelson   | 2  | Dubaï, Sydney                            |
| Kwagga Smith    | 2  | Wellington, Sydney                       |
| Philip Snyman   | 2  | Le Cap, Paris                            |
| Roscko Speckman | 2  | Las Vegas, Vancouver                     |

### Blog World Rugby de l'étape
1. ↑  « HSBC Sevens World Series », sur www.worldrugby.org (consulté le 4 décembre 2016)
2. ↑  « HSBC Sevens World Series », sur www.worldrugby.org (consulté le 11 décembre 2016)
3. ↑  « HSBC Sevens World Series », sur www.worldrugby.org (consulté le 29 janvier 2017)
4. ↑  « HSBC Sevens World Series », sur www.worldrugby.org (consulté le 9 mars 2017)
5. ↑  « HSBC Sevens World Series », sur www.worldrugby.org (consulté le 7 mars 2017)
6. ↑  « HSBC Sevens World Series », sur www.worldrugby.org (consulté le 12 mars 2017)
7. ↑  « HSBC Sevens World Series », sur www.worldrugby.org (consulté le 12 avril 2017)

### Statistiques individuelles de l'étape
1. ↑  (en-GB) worldrugby.org, « HSBC Sevens World Series », sur www.worldrugby.org (consulté le 4 décembre 2016)
2. ↑  (en-GB) worldrugby.org, « HSBC Sevens World Series », sur www.worldrugby.org (consulté le 11 décembre 2016)
3. ↑  (en-GB) worldrugby.org, « HSBC Sevens World Series », sur www.worldrugby.org (consulté le 29 janvier 2017)
4. ↑  (en-GB) worldrugby.org, « HSBC Sevens World Series », sur www.worldrugby.org (consulté le 8 février 2017)
5. ↑  (en-GB) worldrugby.org, « HSBC Sevens World Series », sur www.worldrugby.org (consulté le 7 mars 2017)
6. ↑  (en-GB) worldrugby.org, « HSBC Sevens World Series », sur www.worldrugby.org (consulté le 12 mars 2017)
7. ↑  (en-GB) worldrugby.org, « HSBC Sevens World Series », sur www.worldrugby.org (consulté le 12 avril 2017)

### Impact Player
1. ↑  (en-GB) worldrugby.org, « Norton scoops DHL Impact Player in Dubai », sur www.worldrugby.org (consulté le 4 décembre 2016)
2. ↑  (en-GB) worldrugby.org, « HSBC Sevens World Series », sur www.worldrugby.org (consulté le 11 décembre 2016)
3. ↑  (en) « Senatla bags DHL Impact Player and HSBC Player of the Final », sur worldrugby.org, 29 janvier 2017 (consulté le 29 janvier 2017)
4. ↑  (en) « Davydov wins Impact Player award in Sydney », sur worldrugby.org, 6 février 2017 (consulté le 8 février 2017)
5. ↑  (en) « Fiji's Ravouvou wins impact award in Vegas », sur worldrugby.org, 6 mars 2017 (consulté le 7 mars 2017)
6. ↑  (en) « The Dan Norton show in Vancouver », sur worldrugby.org, 12 mars 2017 (consulté le 12 mars 2017)
7. ↑  (en) « Ostroushko wins DHL Impact Player for Hong Kong », sur worldrugby.org, 10 avril 2017 (consulté le 12 avril 2017)

### Joueur de la finale
1. ↑  (en) « Dry claims HSBC Player of the Final award in Dubai »
2. ↑  (en) « McConnochie named HSBC Player of the Final in Cape Town », sur worldrugby.org, 13 décembre 2016 (consulté le 13 décembre 2016)
3. ↑  (en) « South Africa claim top prize in Wellington », sur worldrugby.org, 29 janvier 2017 (consulté le 29 janvier 2017)
4. ↑  (en) « Senatla bows out as HSBC Player of the Final », sur worldrugby.org, 8 février 2017 (consulté le 6 février 2017)
5. ↑  (en) « Specman clinches player of the final award in Vegas », sur worldrugby.org, 6 mars 2017 (consulté le 7 mars 2017)
6. ↑  (en) « England topple Blitzboks in Vancouver », sur worldrugby.org, 12 mars 2017 (consulté le 12 mars 2017)
7. ↑  (en) « Nasoko dazzles to win HSBC Player of the Final », 9 avril 2017 (consulté le 12 avril 2017)